# Юськовецкий сельский совет (Лановецкий район)
Юськовецкий сельский совет (укр. Юськовецька сільська рада) — входит в состав
Лановецкого района
Тернопольской области
Украины.
Административный центр сельского совета находится в 
с. Юськовцы.

## Населённые пункты совета
- с. Юськовцы